# Jalesar
Jalesar (hindi जलेसर) – miasto w północnych Indiach w stanie Uttar Pradesh, na Nizinie Hindustańskiej.
Populacja miasta w 2001 roku wynosiła 35 662 mieszkańców.